# سامانه بازدارنده فعال
سامانه بازدارنده فعال یا باختصار ای. دی. اس (به انگلیسی: Active Denial System) گونه‌ای جنگ‌افزار انرژی هدایت شده جزو سلاح‌های غیر کشنده و هدایت انرژی مستقیم و یک نوع سلاح ماکروویو است و با امواج میلیمتری کار می‌کند که توسط ارتش ایالات متحده آمریکا توسعه یافته‌است و به صورت غیررسمی به آن اسلحه حرارتی می‌گویند زیرا باعث افزایش گرمای سطح یک هدف مانند پوست انسان می‌شود. این سلاح باعث احساس داغی در سطح پوست و در موارد شدید تر سوختگی سطح پوست می‌شود و احساس نا خوشایندی مانند جدا شدن گوشت از استخوان را در پی دارد.
این جنگ‌افزار برای حراست منطقه ممنوعه، امنیت فیزیکی و کنترل شورش طراحی شده‌است. از نوع قابل حمل آن برای عملیات‌های پلیسی و تحت نظر قرار دادن و پیشگیری از جرایم و در برخی موارد برای شکنجه‌های مرتبط با مغزشویی و کنترل ذهن بکار می‌رود. استفاده از نوع پرتابل می‌تواند بصورت کاملاً مخفیانه انجام شود بدون اینکه هدف متوجه وجود چنین دستگاهی گردد.
این سلاح نخستین بار در سال ۲۰۱۰ در افغانستان بکار گرفته شد.
در ۲۰ اوت ۲۰۱۰، کلانتری لس آنجلس اعلام کرد قصد دارد از این تکنولوژی در مراکز بازداشت زندانیان در لس آنجلس استفاده کند و قصد دارد از آن در «ارزیابی عملیاتی» مانند شکستن زندان‌ها استفاده کند. در سال ۲۰۱۴، ADS فقط یک سلاح مستقر روی وسیله نقلیه بوداما نیروی دریایی آمریکا و پلیس هر دو بر روی نسخه‌های قابل حمل دستی کار می‌کردند. سیستم‌های بازدارنده فعال تحت حمایت برنامه دفاعی غیرنظامی وزارت دفاع آمریکا و آزمایشگاه تحقیقات نیروی هوایی توسعه یافت. گزارش‌هایی وجود دارد که روسیه و چین در حال توسعه نسخه‌های خود از سیستم بازدارنده فعال است. این سلاح‌ها سلاح‌هایی هستند که با تابش مستمر یا شلیک آنی امواج مایکروویو با ایجاد گرما و احساس داغی یا درد و تخریب بافت‌ها باعث ناتوان کردن فرد از انجام فعالیت‌های روزانه و ناتوانی در تصمیم‌گیری به دلیل احساس ناخوشی و ناتوانی در رزم می‌شود. اتحاد جماهیر شوری برای کند کردن فعالیت کارکنان سفارت آمریکا مدت‌ها آنان را تحت تابش امواج مایکروویو قرار داده‌است. سلاحهای مایکروویو برای اذیت و آزار الکترونیک استفاده می‌شوند. شرکت ریتیون در حال حاضر، مدل با برد کوتاه از این سامانه را به بازار ارائه نموده‌است.

## عملکرد و اثرات
این سلاح با شلیک یک پرتو قوی از امواج الکترو مغناطیس میلیمتری با فرکانس ۹۵ گیگاهرتز با طول موج ۳٫۲ میلی‌متر به یک هدف باعث ایجاد گرما در سطح یک هدف مانند پوست انسان می‌شود. عملکرد آن شبیه یک اجاق ماکروفر است. در اجاق ماکروفر امواج ماکروویو باعث گرم شدن مولکول‌های قطبی آب و چربی‌ها شده ولی تفاوتشان در این است که فرکانس امواج ماکروویو در اجاق ماکروفر کمتر از ۲٫۴۵ گیگاهرتز است اما در اسلحه حرارتی یا سلاح ماکروویو بین ۷۵ تا ۱۱۰ گیگا هرتز است بدان معنی که این سلاح از امواج میلیمتری بهره می‌گیرد. امواج کوتاه میلیمتری که در ADS مورد استفاده قرار می‌گیرند، تنها در لایه‌های بالای پوست نفوذ می‌کنند، بیشتر انرژی تا عمق ۰٫۴ میلی‌متر جذب می‌شود، در حالی که در اجاق مایکروویو در حدود ۱۷ میلی‌متر نفوذ می‌کند. اثر ADS پس از شلیک به انسان به میزان کمی بالاتر از ۴۴ درجه سانتیگراد (۱۱۱ درجه فارنهایت) رخ می‌دهد، گرچه سوختگی‌های درجه اول در حدود ۵۱ درجه سانتیگراد رخ می‌دهند (۱۲۴ درجه فارنهایت) و سوختگی‌های درجه دوم در حدود ۵۸ درجه سانتیگراد رخ می‌دهند. در آزمایش‌هایی مشاهده شد که سوختگی‌های سطحی درجه دوم توسط دستگاه ایجاد شده‌است. سوختگی‌های این سلاح شبیه به سوختگی‌های مایکروویو هستند. دمای سطح یک هدف تا زمانی که پرتو اعمال می‌شود به سرعت با مواد هدف و فاصله از فرستنده، همراه با فرکانس و میزان قدرت پرتو که توسط اپراتور تعیین می‌شود، ادامه می‌یابد. اکثر موارد آزمایشی انسانی در ۳ ثانیه به آستانه درد خود رسیدند و هیچ‌کدام از آنها نمی‌توانست بیش از ۵ ثانیه تحمل کند.
سخنگوی آزمایشگاه تحقیقات نیروی هوایی، تجربه خود را به عنوان یک مورد آزمایشی برای سیستم چنین توصیف می‌کند:
برای یک میلی ثانیه، فقط احساس شد که پوستم گرم شده‌است. سپس گرمتر و گرمتر شد و احساس می‌کردید که در آتش هستید. … به محض این که از آن پرتو دور شوید پوست شما به حالت طبیعی بازمی‌گردد و درد وجود ندارد.
مثل انرژی که به تمامی متمرکز شده، پرتو کل ماده در منطقه هدف را بدون تبعیض بین افراد، اشیاء و مواد در بر می‌گیرد. هر کس ناتوان از خروج از منطقه هدف (به عنوان مثال، افراد معلول فیزیکی، نوزادان، معلولین، تله‌ها، و غیره) باشد همچنان پرتو را دریافت می‌کند و تابش ادامه می‌یابد تا اپراتور از پرتو دهی خارج شود. مواد بازتاباننده مانند فویل پخت‌وپز آلومینیوم این تابش را منعکس می‌کنند و می‌توانند برای ساختن لباس‌هایی که از این تابش بدن را محافظت می‌کنند مورد استفاده قرار گیرند. باران، مه و بخار آب به می‌تواند کارایی این سلاح را کاهش دهد زیرا امواج میلیمتری جذب مولکولهای دو قطبی آب می‌شوند؛ بنابراین لباس‌های‌های خیس تا حدی از نفوذ این امواج به لایه‌های زیرین جلوگیری می‌کند.
در آوریل ۲۰۰۷، خلبان یک هواپیما در یک آزمایش ADS، بیش از حد مورد تابش قرار گرفت و سوختگی‌های درجه دوم در هر دو پا پدیدار شد و دو روز در بیمارستان درمان به طول انجامید. همچنین در یک حادثه آزمایشگاهی که در سال ۱۹۹۹ به وجود آمد منجر به سوختگی درجه دوم شد.

## اثرات دراز مدت
بر اساس یک ارزیابی نظامی رسمی "در صورت مواجهه بیش از حد با چگالی انرژی کافی برای تولید آسیب‌های حرارتی، یک احتمال بسیار پایین وجود دارد که زخم‌های حاصل از چنین آسیب‌هایی ممکن است بعدها سرطانی شود. مدیریت زخم مناسب این احتمال را کاهش می‌دهد همچنین احتمال بروز هیپرتروفی یا تشکیل کلوئید.
سرطان: مطالعه سرطان بر روی موش در دو سطح انرژی و مواجهه با یک فرستنده ۹۴ گیگاهرتزی انجام شد، فقط ۱۰ ثانیه، با انرژی یک وات بر سانتیمتر مربع W/cm2 و سطح دوم قرار گرفتن در معرض تابش بیش از ۲ هفته با تکرار ۱۰ ثانیه ای با انرژی ۳۳۳ میلی وات بر سانتیمتر مربعmW/cm2. در هر دو سطح انرژی هیچ گونه افزایش سرطان پوست مشاهده نشد. اما هیچ مطالعهای در مورد سطوح انرژی بالاتر یا مدت زمان مواجهه باامواج میلیمتری انجام نشده‌است. تاول‌ها و زخمها: تاول زده شده به علت سوختگی درجه دوم است که زمینه‌ساز ایجادزخم از راه دور است. همچنین در مواجهه دراز مدت باعث کاهش بینایی و پوکی استخوان می‌گردد که بیشتر توسط نوع قابل حمل آن در مراقبت‌های پلیسی و تحت نظر قرار دادن و در زندانها اتفاق می‌افتد. همچنین اپراتورهای ADS در معرض بیشتر از حد مجاز (MPE)انرژی ردایو فرکانسی RF قرار می‌گیرند، و ارتش موظف به انجام برخی الزمات در مواجهه با مقادیر بیش از حد مجاز است.
همچنین امواج میلیمتری باعث آزادشدن یون‌های کلسیم و پوکی استخوان و موج دار شدن ناخن‌ها و تضعیف سیستم ایمنی بدن می‌شود.

## مدل قابل حمل
سلاح قابل حمل دو منظوره ماکروویو هدایت انرژی مستقیم الکترومغناطیسی و تصویر برداری به شماره ثبت اختراع US8049173 جزو سیستم‌های سلاح‌های غیر مرگبار است که به‌طور خاص از انرژی مایکروویو هدایت شده استفاده می‌کند. سلاح‌های غیر مرگبار با استفاده از انرژی مایکروویو هدایت شده، یک روش شناخته شده برای جلوگیری یا از بین بردن یک مزاحم یا دیگر افراد هدف از ورود به یک ناحیه کنترل شده یا از ادامه برخی اقدامات ناخواسته است. سلاح‌های انرژی مایکروویو، همچنین سیستم‌های بازدارنده فعال active denial نیز نامیده می‌شوند. منبع انرژی الکترومغناطیسی موج الکترومغناطیسی را تولید می‌کند که ممکن است فرکانسی بین ۷۵ تا ۱۱۰ گیگاهرتز داشته باشد. منبع انرژی الکترومغناطیسی ممکن است انرژی مایکروویو، انرژی تراهرتز یا انرژی الکتریکی دیگر تولید کند. در این سند، «تصویرگر» یک سیستم opto-electronic است که تصویر یک شی را می‌گیرد این سلاح قادر است از اشیا تصویری معمولی، مادن قرمز و تصاویر ماکروویو تهیه کرده و توسط یک صفحه نمایش نشان دهد و آن را ذخیره کند. تصاویر ماکروویو قادر است اشیا پنهان در پس دیوار را نمایان کند. آشکارساز تصویر ممکن است مجموعه ای از آشکارسازهای انرژی مانند مجموعه ای از آنتن‌های تغذیه تعداد مربوطه از bolometers یا مجموعه ای از آنتن‌های همراه با دیودهای آشکارساز باشد. زیرسیستم ارتباطی قادر است از یک اتصال دو طرفه سیمی، بی‌سیم یا نوری برای ارتباط تصویر و کنترل اطلاعات به یک مکان از راه دور یا جدا از هم استفاده کند. تابش موج میلیمتری (terahertz)، یک روش مؤثر برای تشخیص و قرار دادن اشیاء پنهان مانند سلاح و مواد منفجره است. اشعه میلیمتری یا زیر میلیمتری نفوذ به لباس و تکه‌تکه شدن و انعکاس از اشیاء زیرزمینی است. تابش پراکنده و منعکس می‌تواند به یک تصویر در یک صفحه فوکوس با یک سیستم نوری مناسب شکل داده شود و تصویر را می‌توان با آرایه ای از آشکارسازها در یک صفحه کانونی شناسایی کرد. همچنین داری یک سیستم امنیتی خود تخریبی است. سلاح‌های ماکروویو از نوع خاصی از امواج ماکروویو برای تصویر برداری و دیدن اشیا در پس دیوار استفاده می‌کنند که به آنها امواج میلیمتری می‌گویند. فرکانس امواج میلی‌متری چیزی بین ۳۰ تا ۳۰۰ گیگاهرتز است، در حالی که امواج مورد استفاده برای موبایل‌ها و اجاق ماکروفر فرکانسی کمتر از ۶ گیگاهرتز دارند. پس انرژی امواج میلیمتری بسیار بیشتر از امواج موبایل و ماکروفر است این امواج را میلی‌متری می‌نامند چراکه طول موج آنها بین ۱ تا ۱۰ میلی‌متر متغیر است و این در حالیست که امواج رادیویی امروزی که برای انتقال داده‌ها استفاده می‌شوند، ده‌ها سانتیمتر طول موج دارند. نحوه انتشار: یکی از ویژگی‌های خاص در زمینه امواج میلی‌متری انتشار جهت‌دار آن است در واقع، امواج جهت‌دار در همه جهت پخش نمی‌شوند و توسط باران و شاخ و برگ درختان جذب می‌شوند اما برد آنها در مه وباران بسیار بیشتر از امواج نور مرئی و مادون قرمز می‌باشد. فویل‌های پخت‌وپز آلومینیومی امواج میلیمتری را انعکاس می‌دهد و می‌تواند برای تهیه لباس در برابر این امواج مورد استفاده قرار گیرد.

## اثرات بیولوژیک مایکروویو
اولین بار در سال ۱۹۶۱ دانشمند عصب‌شناس آمریکایی آلن فری در مورد اثرات امواج مایکروویو در مجله فیزیولوژی کاربردی مقاله ای منتشر کرد. او دریافت که افراد در معرض تابش مایکروویو صداهایی شبیه وزوز، کلیک و بازر در گوش خود احساس می‌کنند. علائم بیشتر شامل سوزش و خشکی چشم احساس گرما احساس سوزن سوزن شدن سرگیجه درد شکم و در برخی مواقع تهوع و در دراز مدت آب مروارید می‌باشد. امواج کوتاه الکتریکی قوی در یک فرکانس معین، سبب حرکت یون‌های کلسیم از سلولهای عصبی و رسوب در کلیه‌ها و استخوانها می‌شود. کلسیم نقش کلیدی در تحریک سلولهای عصبی دارد.
در سال ۱۹۷۵ مقاله ای از دونگ جاستسن، عصب‌شناس، دربارهٔ اثرات تابش بر روی ادراکات انسانی، به آزمایش جوزف شارپ و مارک گروو در مؤسسه تحقیقات ارتش والتر رید اشاره می‌کند که در آن شارپ و گروو قادر به تشخیص ۹ مورد از ۱۰ کلمه را که توسط «میکروفون مدولاسیون صدا» ارسال شد بودند. از آنجایی‌که قرارگرفتن در سطح تابش در حد 10 mW/cm² خطرناک است، منتقدان مشاهده کرده‌اند که در چنین شرایطی آسیب مغزی ناشی از اثرات حرارتی اشعه مایکروویو با قدرت بالا رخ می‌دهد. علائم اولیه تابش مستقیم مایکروویو (امواج میلیمتری) شامل احساس گرما و داغی و احساس سوزن سوزن شدن و حس پشه گزیدگی، درد شکم و احساس حالت تهوع و اثرات دیگر شامل عصبی بودن، کج‌خلقی، حالت شوک برق گرفتگی، دیدن جرقه در چشم، فشار بر روی ستون فقرات، حساس بودن به صدا، افسردگی، کم شدن حافظه، بی‌خوابی، بی‌حسی، تعریق، درد عمومی بدن یا استخوانها، مخصوصاً درد کمر همچون درد سیاتیک و درد گردن همچون آرتروز، از دست دادن تمرکز، تعریق در خواب، تپش قلب، تنگی نفس، فشار و درد شدید در پیشانی و سینوس‌ها، فشار و درد شدید در ناحیه مخچه، درد زخم اثنی‌عشر بدون داشتن زخم، جوش‌ها و تاول‌های ریز در اثر سوختگی پوست، پف کردن سر و صورت یا تمامی بدن، خنده و گریه‌های بی‌دلیل، پیچ خوردن ناخن‌ها، پوسیدگی دندانها، ریزش مو، بوی بد بدن، ایجاد ناراحتی‌های پوستی، سقط جنین، دگردیسی نوزادان، پوکی استخوان و آرتروز، ناراحتی‌های کلیوی و کبد، ناراحتی مجاری ادرار، سرطان، گواتر، انواع بیماری‌های روانی و در نهایت خودکشی. بیشتر علائم به‌وجود آمده در بدن افراد تحت تابش مایکروویو به علت آزاد شدن یون‌های کلسیم و تضعیف سیستم ایمنی بدن است که با تجویز آلوئه ورا تا حدی درمان می‌شوند.

## قربانیان آزمایش‌های ماکروویو
چریل ولش Cheryl Welsh ،ویکی کاساگراند Vicki Casagrande

## حفاظت در برابر امواج مایکروویو
امواج مایکروویو پس از برخورد با ماده، یا انعکاس پیدا می‌کنند، یا عبور می‌کنند، یا جذب ماده می‌شوند. این امواج اگر به سطح فلزات برخورد کنند، منعکس خواهند شد، از شیشه و پلاستیک عبور می‌کنند و موادی که حاوی آب هستند مانند غذاها و بدن انسان انرژی این امواج را جذب می‌کنند. افزایش رطوبت هوا با کولر آبی شدت این امواج را کاهش می‌دهد. در صورت در معرض تابش شدید امواج مایکروویو قرار گرفتن، می‌توان از ورقه‌های سفید پلی‌استایرن فشرده (یونولیت) به ضخامت ۱۰ سانتی‌متر که در بسته‌بندی کالا بکار می‌روند استفاده کرد.

## مخالفتها
اثرات امواج میلیمتری بر انسان سالهاست که توسط ارتش مورد بررسی قرار گرفته و بسیار زیاد است، اما همه تحقیقات علمی در نشریات و مجلات بررسی نشده‌است. اگر چه اثرات به سادگی «ناخوشایند» توصیف می‌شوند، دستگاه دارای «پتانسیل مرگ» است. در حالی که ادعا می‌شود که «استفاده عادی» باعث سوختگی نمی‌شود آن را نیز شبیه به یک لامپ رشته‌ای که بر روی پوست فشرده می‌شود، توصیف می‌کنند که می‌تواند سوختگی‌های شدید را فقط در چند ثانیه ایجاد کند. علاوه بر سوختگی برخی ادعا می‌کنند که داشتن صرع، طلا و جواهر، یا خالکوبی احتمال آسیب جدی پوست و را بالا می‌برد. با توجه به مقدار بالای مواد سمی آزاد شده از رنگدانه خالکوبی گرم / خرد شده افراد خالکوبی کرده می‌توانند به بیماری مبتلا شوند. دیگر نگرانی‌ها این است که این اسلحه ای است که باعث درد و سوختگی می‌شود (هر چند غیر کشنده) و ممکن است برای مقاصد شکنجه بکار گرفته شود. گزارشات زیادی از افراد هدفمند Targeted Individuals یا همان افراد قربانی پروژه‌های کنترل ذهن از سرتاسر دنیا وجود دارد که از امواج میلیمتری یا ماکروویو که به احتمال زیاد از سلاح‌های پرتابل منتشر می‌شود برای شکنجه آنها استفاده شده و آثار زخمها و سوختگی‌هایی که ناگهانی پدیدار گشته‌اند موید این مطلب است. افراد هدفمند در واقع سوژه‌هایی هستند که توسط سرویس‌های اطلاعاتی و ادارات پلیس به دلایل داشتن مسائل سیاسی، عقیدتی، فرقه ای و قومی، قضایی، دگراندیشی، آزمایش‌های سری و هر آنچه مخالف خط مشی‌های حکومتی است تحت نظر و مراقبت هستند و عوامل مختلفی از جمله سلاح‌های ماکروویو، داروها و مواد شیمیایی و عوامل روانی بصورت سری و مخفیانه بر علیه آنها بکار گرفته می‌شود. ضمن اینکه نوع پرتابل این سلاح دو منظوره عمل می‌کند و می‌توانند تصاویری از پس دیوارها و افراد تهیه کنند مانند آنچه توسط اسکنرهای موجود در فرودگاه‌های آمریکا انجام می‌شود و ضمن نقض حریم خصوصی این نوع سلاح قادر است افراد پشت دیوار را مورد هدف قرار دهد.